# Minister za okolje, podnebje in energijo Republike Slovenije
Minister za okolje, podnebje in energijo Republike Slovenije je politični vodja Ministrstva za okolje, podnebje in energijo Republike Slovenije, ki ga predlaga predsednik Vlade Republike Slovenije in imenuje Državni zbor Republike Slovenije ter je po Zakonu o Vladi Republike Slovenije član Vlade Republike Slovenije.
Resor je ustanovila 15. slovenska vlada pod vodstvom Roberta Goloba. Prejšnjemu resorju za okolje in prostor so priključili naravne vire, ministrstvo je prevzel Uroš Brežan. Pretekli infrastrukturni minister Bojan Kumer pa je prevzel nov resor okolja, ki sta mu dodani še področji podnebje in energija.

## Seznam

#### 15. vlada Republike Slovenije
- Bojan Kumer, Gibanje Svoboda (24. januar 2023-danes)